# Pheidole orbica
Pheidole orbica är en myrart som beskrevs av Auguste-Henri Forel 1893. Pheidole orbica ingår i släktet Pheidole och familjen myror. Inga underarter finns listade i Catalogue of Life.